# Salvador Moreno Hernández
Salvador Moreno Hernández (Siachoque, Boyacá, 18 de abril de 1991) es un ciclista profesional colombiano. Actualmente corre para el equipo profesional colombiano Team Super Giros de categoría amateur.

## Trayectoria
Entre sus victorias más destacadas se encuentra la Vuelta a Bolivia conseguida en el 2013. y una etapa de la Vuelta a Colombia en el 2018. Subcampeón vuelta a Colombia 2019
Su más reciente mérito fue en la pasada Vuelta a Colombia 2020 y CLASICO RCN 2020 , coronándose campeón de la montaña en ambas competiciones durante el mismo año , hecho que solo ha sido logrado por nueve corredores en toda la historia del ciclismo colombiano, además de ser el vencedor de dos etapas ese mismo año en la vuelta a Colombia.

## Palmarés
2010
- 1.º en 1.ª etapa Vuelta a Colombia, (Vuelta de la Juventud Colombia, U23), Tunja (Boyacá), Colombia
- 4.º en 12.ª etapa Vuelta a Costa Rica, , Costa Rica

2011
- 2.º en 6.ª etapa Clásica International de Tulcan, Ecuador
- 4.º en Clasificación General Final Clásica International de Tulcan, Ecuador

2012
- 1.º en 3.ª etapa Vuelta a Colombia, (Vuelta de la Juventud Colombia, U23), Colombia
- 2.º en 5.ª etapa Vuelta a Colombia, (Vuelta de la Juventud Colombia, U23), Arbolito (Tolima), Colombia
- 2.º en 2.ª etapa Clásica Ramón Emilio Arcila, (Clásica Marinilla), Colombia
- 3.º en 4.ª etapa Clásica Nacional Marco Fidel Suárez, Colombia
- 3.º en 2.ª etapa Clásica Carmen de Viboral, Colombia
- 2.º en 9.ª etapa Vuelta a Chiriquí, David (Chiriqui), Panamá
- 3.º en Clasificación General Final Vuelta a Chiriquí, Panamá

2013
- 2.º en 2.ª etapa Clásica Internacional de Bogotá, (Bogotá (b)), Bogotá (Distrito Especial), Colombia
- 5.º en Clasificación General Final Clásica de Funza, Colombia
- 3.º en 1.ª etapa Clásica Club Deportivo Boyacá, Tunja (Boyacá), Colombia
- 2.º en Clasificación General Final Clásica Club Deportivo Boyacá, Colombia
- 3.º en 3.ª etapa Clásica Club Deportivo Boyacá, Colombia
- 2.º en 5.ª etapa Vuelta a Colombia, (Vuelta de la Juventud Colombia, U23), Pereira (Córdoba), Colombia
- 4.º en Clasificación General Final Vuelta a Colombia, (Vuelta de la Juventud Colombia, U23), Colombia
- 3.º en 1.ª etapa Vuelta a Bolivia, Santa Cruz de la Sierra (Santa Cruz), Bolivia
- 3.º en 10.ª etapa parte a Vuelta a Bolivia, San Pedro de Tiquina (La Paz), Bolivia
- Vuelta a Bolivia
- 2.º en clasificación de la montaña Vuelta a Bolivia

2014
- 1.º en 4.ª etapa Vuelta a Antioquia, Santa Elena (Antioquia), Colombia
- 2.º en 10.ª etapa Vuelta a Colombia, Medellín (Antioquia), Colombia
- 5.º en Clasificación General Final Clásica Aguazul, (Aguazul), Aguazul (Casanare), Colombia

2015
- 1.º en 2.ª etapa Clásica de Fusagasugá, Pasca (Cundinamarca), Colombia
- 5.º en Clasificación General Final Vuelta a Antioquia, Colombia
- 1.º en 5.ª etapa Vuelta a Antioquia, Santa Elena (Antioquia), Colombia

2017
- 1.º en 3.ª etapa Vuelta Binacional a Ecuador, Tufiño (Imbabura), Ecuador
- 3.º en 7.ª etapa Vuelta a Guatemala, San Pedro (Jutiapa), Guatemala
- 8.º en Clasificación General Final Vuelta a Guatemala, Guatemala

2018
- 1.º en etapa reina etapa Vuelta a Colombia, La Unión (Santander), Colombia

2019
- 2.º en Clasificación General Final Vuelta a Colombia, Colombia

2020
- 2 etapas de la Vuelta a Colombia
- Campeón de la montaña Vuelta a Colombia

2021
- 2 etapas de la Vuelta a Colombia
- Campeón de la montaña Vuelta a Colombia
- campeón de la montaña Clásico RCN

## Equipos
- EPM-UNE (2012)
- Team Colombia (2013)
- Coldeportes-Claro (2014-2015)
- Fuerzas Armadas-Ejército Nacional (2016)
- Team Super Giros (2017-2019)
- EBSA-Empresa de Energía de Boyacá (2020)
- Idea-Antioqueño-Lotería de Medellín (2021)
- Team Super Giros (2022)